# 셀터 (2007년 영화)
셀터(Shelter)는 2007년 공개된 미국의 LGBT 영화이다.

## 줄거리
캘리포니아의 작은 마을에 사는 젊은 예술가 지망생 잭은 가족을 부양하기 위해 꿈을 포기하고 식당에서 일하며 살고 있다. 그는 여동생, 장애가 있는 아버지, 그리고 대부분의 시간을 돌보는 어린 조카 코디를 책임지고 있죠. 그러던 중, 친구 게이브의 형 숀이 고향에 돌아오고, 잭은 숀과 함께 서핑을 하며 친밀한 관계를 맺게 된다. 작가인 숀은 잭에게 예술 학교에 갈 것을 격려하고, 어느 날 밤 그들은 키스를 한다. 잭은 자신의 감정에 혼란을 느끼지만 여자친구와 헤어진 후 숀과 하룻밤을 보내면서 둘의 관계는 깊어진다.
여동생은 남자친구와 포틀랜드로 이사 가기로 하면서 코디를 잭에게 맡기게 되고, 잭은 숀과 함께 코디를 돌보며 더욱 가까워진다. 하지만 잭의 가족과 친구들이 이들의 관계를 알게 되면서 갈등이 시작된다. 특히 여동생은 숀의 성 정체성을 이유로 코디가 그와 어울리는 것을 반대한다. 혼란스러워진 잭은 숀과 헤어지지만, 숀은 잭이 자신의 감정을 회피하고 있다고 질책한다.
한편, 숀은 몰래 잭의 미술 학교 지원서를 제출하고, 잭은 합격 통보를 받는다. 여동생은 코디를 버리고 떠나려 하고, 잭은 자신의 꿈과 가족에 대한 책임 사이에서 갈등한다. 결국 잭은 자신의 꿈을 선택하고 숀과 화해하며 함께 살기로 한다. 마지막으로, 잭은 여동생에게 코디를 자신이 맡아 키울 것이라는 사실을 알리고, 여동생은 결국 코디를 잭과 숀에게 맡기고 떠난다. 영화는 잭, 숀, 코디가 해변에서 행복하게 노는 모습으로 끝을 맺는다.

## 캐스팅
- 트레버 라이트 - Zach
- 브래드 로 - Shaun
- 티나 홈스 - Jeanne